# Chelonus lissosoma
Chelonus lissosoma är en stekelart som först beskrevs av Vladimir Ivanovich Tobias 2000.  Chelonus lissosoma ingår i släktet Chelonus och familjen bracksteklar. Inga underarter finns listade i Catalogue of Life.